# Tore Torvbråten
Tore Torvbråten (ur. 28 stycznia 1968 w Oslo) – norweski curler. Brązowy medalista olimpijski, a także mistrzostw świata i Europy.

## Osiągnięcia

### Igrzyska olimpijskie
W 1998 roku w Nagano zdobył brązowy medal, razem z Eigilem Ramsfjellem, Janem Thoresenem, Anthonem Grimsmo i Stig-Arne Gunnestadem.

### Mistrzostwa świata
W latach 1995–2001 trzykrotnie brał udział w mistrzostwach świata w curlingu, w ostatnich swoich zawodach był trzeci.

### Mistrzostwa Europy
Dwukrotnie wziął udział w mistrzostwach Europy w curlingu, w 1994 był czwarty, rok później trzeci.